# Mottbruchhalde

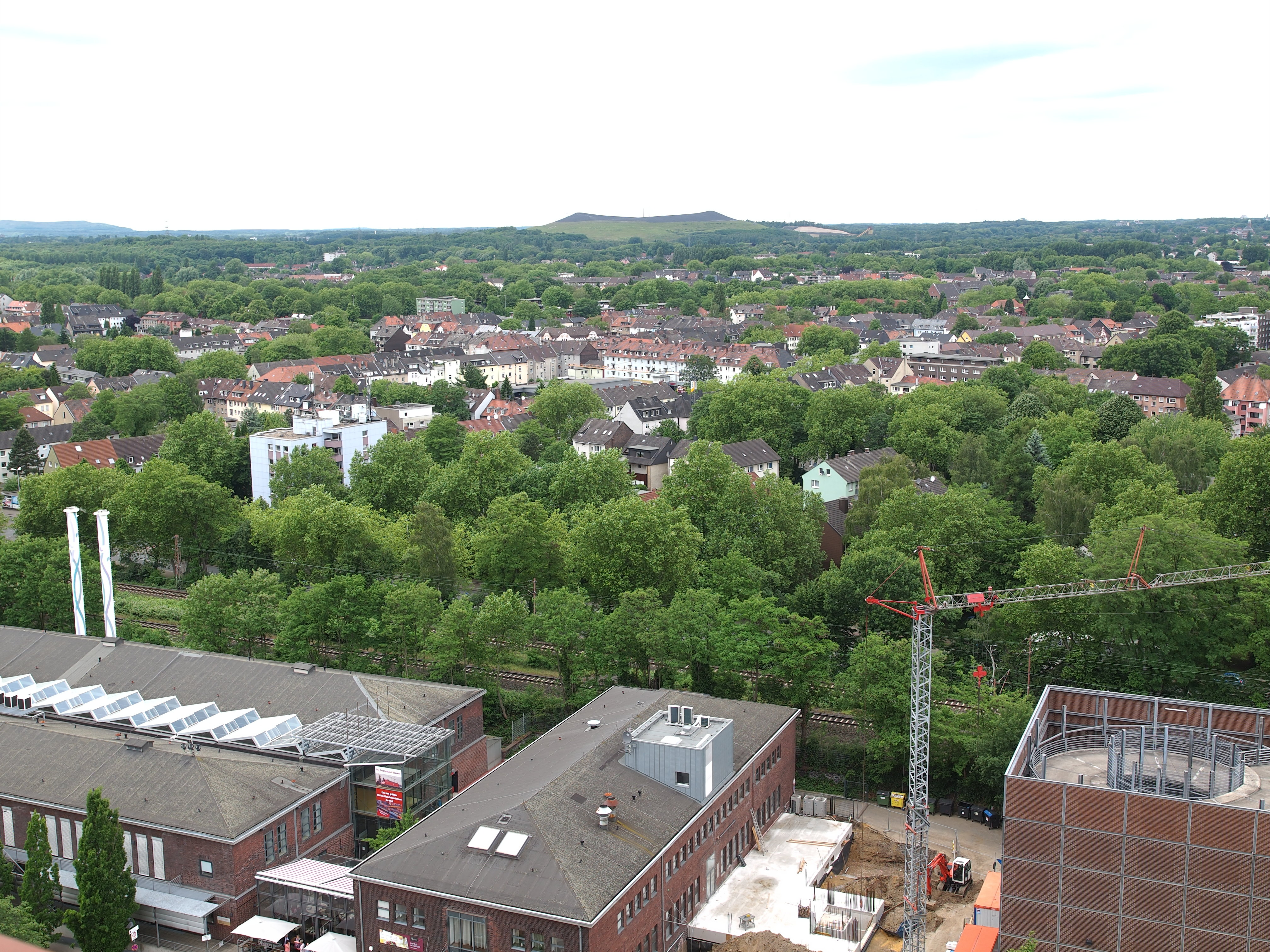
Die Mottbruchhalde, gesehen vom Schacht 2 der Zeche Nordstern in Gelsenkirchen

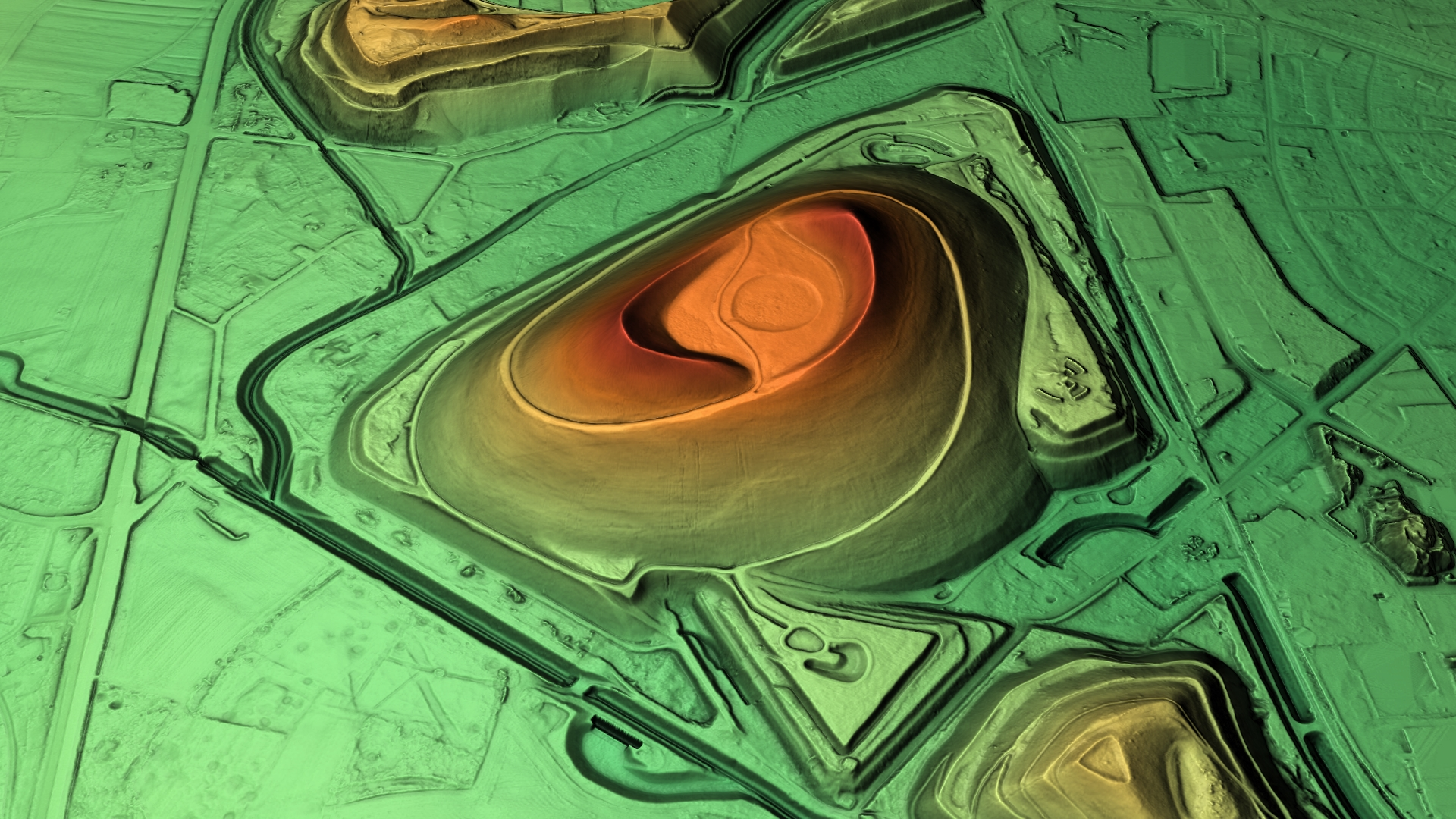
3D-Ansicht des digitalen Geländemodells

Die Mottbruchhalde ist eine Bergehalde in  Gladbeck-Brauck und liegt an der Route des Emscher Park Radweges.

## Allgemeines
Bis 1989 wurde die Mottbruchhalde mit dem Abraum der Zeche Moltke III/IV aufgeschüttet. Die Halde hat eine Grundfläche von 54 ha und bis zur Einstellung des Bergbaus wurden hier nur 8 von ursprünglich vorgesehenen 30 Millionen Tonnen Abraum aufgeschüttet.
Da die Deutsche Steinkohle eine Betriebsgenehmigung bis zum Jahre 2004 besaß, stellte sich die Frage, wie mit diesem Landschaftsbauwerk in Zukunft umzugehen sei. Nach einem Konzept des Amsterdamer Landschaftsarchitekten Lodewijk Baljon und des Frankfurter Künstlers Thomas Schmitz wurde die Mottbruchhalde zur „Halde im Wandel“ und sollte in verschiedenen Schüttphasen zu einer Art Vulkanlandschaft anwachsen.
Im Laufe der nächsten Jahre wurden weitere Ideen gesammelt: Teilschüttung eines großen „G“ als Initiale für die Stadt, Aufstellung eines 30 m hohen Kunstwerkes Engel der Kulturen, Aufstellung eines Windrades in Form eines Bergmannes und eine Aufstellung von Windenergieanlagen. Ein Vorschlag vom Landschaftsarchitekten Stephan Müller brachte eine Kombination der ursprünglichen Vulkan-Idee mit einem alternativen Engel-der-Kulturen-Symbol. Dieser beinhaltete eine rot beleuchtete Wasserfontäne und Beete von roten Rosen als „Lavafluss“ zusammen mit einem See, dessen Ufer die religiösen Symbolen aufweisen sollte. Keine der Ideen wurde bisher beschlossen oder umgesetzt (Stand Anfang 2021).
Seit Anfang 2021 befindet sie sich die Halde Mottbruch im Besitz des Regionalverbandes Ruhr.
Der nördliche Fuß der Halde grenzt an das Naturschutzgebiet Natroper Feld, ein aufgrund von Bergsenkungen entstandenes Feuchtgebiet.

## Windenergieanlage
Die ersten Planungen für die Errichtung von Windenergieanlagen auf der Halde haben 2011 begonnen. Die Genehmigung für den Bau und Betrieb einer Anlage wurde schließlich am 11. Februar 2019 nach Bundes-Immissionsschutzgesetz erteilt. Die Anlage vom Typ Enercon E-138 wurde 2021 auf der Halde errichtet. Sie hat eine Nennleistung von 3,5 MW, eine Nabenhöhe von 131 m und wird betrieben von der Gladbeck-Wind GmbH, einem Gemeinschaftsunternehmen von STEAG und RWE. Beide investieren insgesamt fünf Mio. Euro in das Projekt. Netzbetreiber ist die ELE Verteilnetz.
Gegen die Genehmigung der Windenergieanlage hat die Stadt Gladbeck Klage erhoben. Verwaltungsrechtliche Eilverfahren konnten den Bau nicht stoppen. Die Rechtmäßigkeit der Genehmigung wurde inzwischen gerichtlich bestätigt.
Am 4. Februar 2022 nahm die Windenergieanlage  den Probebetrieb auf.
Als Landmarke ist die Anlage weithin sichtbar und vergleichbar mit der Windkraftanlage Freimann in München.